# Eva Fialová
Eva Fialová (* 13. února 1982 České Budějovice) je česká politička a odpadová hospodářka, od října 2017 poslankyně Poslanecké sněmovny PČR, od roku 2018 zastupitelka města Ústí nad Labem (v letech 2018 až 2020 a znovu od roku 2022 také radní města), členka hnutí ANO 2011.

## Život
Absolvovala Gymnázium Česká ulice v Českých Budějovicích (maturovala v roce 2001) a následně vystudovala odpadové hospodářství na Fakultě životního prostředí Univerzity Jana Evangelisty Purkyně v Ústí nad Labem (promovala v roce 2006 a získala titul Ing.).
Pracovala na pozici odpadového hospodáře v akciové společnosti Lovochemie v Lovosicích na Litoměřicku, společnost vlastní koncern Agrofert. Tam se například v roce 2009 zapojila do rozvojového programu pro mladé talenty. Od října 2015 byla zaměstnankyní Magistrátu města Ústí nad Labem, konkrétně zastávala pozici asistentky náměstka primátorky Pavla Dufka.
Eva Fialová žije ve městě Ústí nad Labem, a to v části Severní Terasa.

## Politické působení
V komunálních volbách v roce 2014 kandidovala jako nestranička za hnutí ANO 2011 do Zastupitelstva městského obvodu Ústí nad Labem-Severní Terasa, ale neuspěla.
Ve volbách do Poslanecké sněmovny PČR v roce 2017 byla zvolena jako nestranička za hnutí ANO 2011 poslankyní v Ústeckém kraji, a to ze čtvrtého místa kandidátky.
V komunálních volbách v roce 2018 byla již jako členka hnutí ANO 2011 zvolena zastupitelkou města Ústí nad Labem. Následně se stala radní města. Do Zastupitelstva městského obvodu Ústí nad Labem-Severní Terasa se však nedostala. V únoru 2020 rezignovala z rodinných důvodů na post radní města, zastupitelkou však dále zůstala.
Ve volbách do Poslanecké sněmovny PČR v roce 2021 kandidovala za hnutí ANO 2011 na 5. místě v Ústeckém kraji. Získala 3 759 preferenčních hlasů, a stala se tak znovu poslankyní.
V komunálních volbách v roce 2022 kandidovala do zastupitelstva Ústí nad Labem ze 4. místa kandidátky hnutí ANO 2011. Mandát zastupitelky města se jí podařilo obhájit. Dne 24. října 2022 byla zvolena radní. V roce 2022 kandidovala také do Zastupitelstva městského obvodu Ústí nad Labem-Severní Terasa, a to z 10. místa kandidátky hnutí ANO 2011. Zastupitelkou městského obvodu však zvolena nebyla.
Ve volbách do Poslanecké sněmovny PČR v roce 2025 kandiduje na 5. místě kandidátky hnutí ANO v Ústeckém kraji.